# Zaviralec kalcijevih kanalčkov
Zaviralci (tudi blokatorji) kalcijevih kanalčkov so skupina učinkovin, ki selektivno zavirajo pretok kalcijevih ionov skozi napetostne kalcijeve kanalčke v srčnomišične celice in celice gladkega mišičja v stenah žil. Uporabljajo se za zniževanje krvnega tlaka, zdravljenje angine pektoris, ishemične bolezni srca, možganskih žilnih krčev, materničnih krčev ter za preprečevanje možganske kapi.

## Mehanizem delovanja
Zaviralci kalcijevih kanalčkov se zavirajo podenoto CaV1 (α1) kalcijevih kanalčkov tipa L. V to skupino zdravil glede na kemijsko strukturo tri podskupine, fenilalkilamini, dihidropiridini in benzotiazepini, in za vsako od njih je značilno drugo receptorsko mesto, vendar so ta tri različna receptorska mesta med seboj alosterično sklopljena. Fenilalkilamini so znotrajcelični zaviralci kalcijevega kanalčka – na kalcijev kanalček se vežejo in ga blokirajo z notranje, citoplazemske strani membrane. Vezavno mesto za dihidropiridine se nahaja tik vezavnega mesta za fenilalkilamine in obe vezavni mesti imata skupne določene aminokislinske ostanke. Tudi za benzotiazepinske zaviralce velja, da imajo svoje ločeno vezavno mesto, vendar ima njihovo vezavno mesto prav tako skupne številne aminokislinske ostanke z mestom za fenilalkilamine.

## Predstavniki

### Dihidropiridini
Selektivni derivati dihidropiridina z delovanjem na žile:
- nifedipin
- amlodipin
- felodipin
- isradipin
- nikardipin
- nimodipin
- nizoldipin
- nitrendipin
- lacidipin
- nilvadipin
- manidipin
- barnidipin
- lerkanidipin
- cilnidipin

Neselektivni derivati dihidropiridina:
- fendilin
- bepridil

### Fenilalkilamini
- verapamil
- galopamil

### Benzotiazepini
- diltiazem

## Učinki in indikacije
Poglavitni učinki zaviralcev kalcijevih kanalčkov, pomembnih v terapevtski uporabi, se izražajo na srcu in gladkem mišičju. Zaradi zaviranja vstopa kalcijevih ionov v celice teh tkiv je zavrta tudi njihova depolarizacija. Med posameznimi učinkovinami obstaja različna selektivnost glede tarčnega tkiva; verapamil deluje relativno selektivno na srce, nifedipin je relativno selektiven za gladko mišičje, medtem ko je diltiazem nekje vmes. Učinki zaviralcev Ca-kanalčkov na srce (na primer pri verapamilu in diltiazemu) se kažejo kot antiaritmično delovanje, ker zavirajo atrioventrikularno prevajanje impulzov in zmanjšajo krčljivost srca. Zlasti dihidropiridini izkazujejo tudi vazodilatorni učinek, t. j. povzročijo širjenje žil, predvsem arterij in arteriol in s tem zmanjšajo sistolično obremenitev. Širijo tudi venčne žile, kar je pomembno za lajšanje simptomov angine pektoris.

### Antiaritmično delovanje
Zaviralci kalcijevih kanalčkov, ki se uporabljajo kot antiaritmiki, predstavljajo t. i. skupino IV antiaritmičnih učinkovin. Gre za nehidropiridinske zaviralce kalcijevih kanalčkov (npr. diltiazem, verapamil), ki v srčnomišičnih celicah zavirajo proženje od kalcijevih ionov odvisnih akcijskih potencialov in s tem zmanjšajo avtomatičnost teh celic, zmanjšajo hitrost prevajanja impulzov ter podaljšajo neodzivnost (refraktarnost) celic. Upočasnijo srčni ritem, podaljšajo interval P–R in povzročijo, da preddvornoprekatni vozel prevaja hitro atrijsko depolarizacijo pri nižjih frekvencah. Uporabljajo se zlasti pri supraventrikularnih tahikardijah.

### Antihipertenzijsko delovanje
Za zniževanje krvnega tlaka se uporabljajo dihidropirinski zaviralci kalcijevih kanalčkov, ki so učinkoviti periferni vazodilatorji in tako znižujejo krvni tlak z zmanjševanjem perifernega upora, ter nehidropiridinski zaviralci (verapamil, diltiazem), ki upočasnijo srčni ritem, zmanjšajo krčljivost srčne mišice in zavirajo preddvornoprekatno prevajanja impulzov. Za zdravljenje povišanega krvnega tlaka se uporabljajo zlasti dolgodelujoči verapamil, diltiazem in nifedipin. Kratkodelujoča nifedipin in diltiazem povezujejo s povečanim tveganjem za srčni infarkt, zato njuna uporaba pri hipertenziji ni priporočljiva.

## Neželeni učinki
Najpogostejši učinki zaviralcev kalcijevih kanalčkov so zaprtje, siljenje na bruhanje, glavobol, izpuščaj, zatekanje nog, znižan krvni tlak, omotica in vrtoglavica. Pojavijo se lahko tudi motnje v delovanju jeter ter hiperplazija dlesni. Pri dajanju diltiazema ali verapamila bolnikom s srčnim popuščanjem se lahko simptomi še poslabšajo, saj obe učinkoviti zmanjšujeta črpalno sposobnost srca. Kot druga zdravila proti povišanem krvnem tlaku lahko tudi zaviralci kalcijevih kanalčkov povzročijo motnje erekcije.

## Zastrupitev
Zastrupitev zaradi preodmerjanja z zaviralci kalcijevih kanalčkov se kaže s padcem krvnega tlaka (hipotenzija) in upošasnitvijo srčnega ritma (bradikardija), lahko se pa pojavijo tudi simptomi slabše prekrvitve tkiv, kot so omotičnost, slabost in utrujenost. Zdravljenje zajema takojšnje izpiranje želodca in v primeru zaužitja pripravkov s počasnim
sproščanjem tudi izpiranje črevesja; bolnik mora zaužiti aktivno oglje. Pri zdravljenju zastrupitev z zaviralci kalcijevih kanalčkov se uporabljajo kot protisredstva kalcij, glukagon in insulin. Zdravljenje se začne s kalcijem in se nadaljuje z glukagonom. Omenjeni protisredstvi nista vedno učinkoviti, za zelo učinkovito protisredstvo pa se je v zadnjem času pokazal insulin, vendar se lahko uporabi šele po zdravljenju s kalcijem in glukagonom ter podpornem
zdravljenju, ker nima takojšnjega učinka. Običajno je potrebno tudi podporno zdravljenje s simpatikomimetiki. Če se bolnikovo stanje ob zdravljenju z zdravili ne izboljša, lahko bolnik prejme srčni spodbujevalnik, balonsko aortno črpalko ali srčnožilni obvod.